# Üvegbéka
Az üvegbéka (Centrolene pipilatum)  a kétéltűek (Amphibia) osztályába, a békák (Anura) rendjébe, ezen belül az üvegbékafélék (Centrolenidae) családjának Centrolene nemébe tartozó faj.

## Előfordulása
Kolumbia, Costa Rica, Ecuador, Honduras, Nicaragua, és Panama területén él. Természetes élőhelye a szubtrópusi és trópusi alföldi- és hegyi erdők és folyóvizek. Közönséges faj.

## Átlátszóvá válás
A rejtőzködés, főként akkor, ha az állat inaktív, ha alszik, létfontosságú. A zöld növényzeten élő aprócska üvegbéka, a Hyalinobatrachium fleischmanni, amelynek e képességét a Duke Egyetem vezette kutatócsoport mérte fel, s a Science 
folyóiratban közzé tett eredmények szerint a vörösvérsejtjeit rejti el a májában, míg a nappali időszakban alszik.
Amikor az üvegbéka alszik, a bőre, az izomzata áttetszővé válik, s megláthatjuk a csontjaikat és a belső szerveiket. E békák a nagy levelek alján alszanak, és amikor áttetszővé válnak, tökéletesen beleolvadnak e növényi környezetbe.
A szárazföldi állatok számára nehezen elérhető cél az átlátszóság, mivel a keringési rendszerükben lévő vörösvérsejtjeik ezt megakadályozzák, a vörösvérsejtek a színük miatt a növényi környezetben különösen feltűnővé, kontrasztossá teszik az állatokat.
Az üvegbékák azzal hívták fel magukra a kutatók figyelmét, hogy látszólag eltűntek a vörösvérsejtek, amikor áttetszővé váltak az állatkák. Azt azonban csak hosszas vizsgálatok során sikerült kideríteni, hogy mi is történik ilyenkor a béka szervezetében: úgy tudtak áttetszővé válni, hogy kivonták az ereikből a vörösvérsejteket, s fényvisszaverő hártyával határolt belső szerveik egyikébe „rejtették el”.
Azt, hogy hol, nem volt könnyű kideríteni, ugyanis e béka csakis akkor hajlandó áttetszővé válni, ha teljesen nyugodt körülmények közt alhat – ezt pedig laborban, vizsgálatokkal zaklatva az állatkát nem könnyű elérni. Végül egy más vizsgálatokhoz használt, akusztikus átvilágítási technikát alkalmazva tudták megállapítani a kutatók a békésen alvó brekik belsejébe pillantva, hogy alváskor a vörösvérsejtek 90 százalékát a béka mája tárolja. Amikor felébredt a béka, kiáramlott a májából a sok vörösvérsejt (lásd a fenti videón) és igen gyorsan újra a keringési rendszerébe került.
A további kutatási célok közt szerepelnek olyan kérdések, hogy miként képes a béka véralvadási problémák és szöveti károsodás nélkül megoldani ezt, ha erre sikerül választ találni, annak az emberi orvostudományban is hasznát lehet majd venni.